# 雷天觉
雷天觉（1913年1月19日—2005年11月4日），中国机械学专家。湖南浏阳人。1935年毕业于北平大学工学院。国家机械工业局机械科学研究院高级工程师。1955年选聘为中国科学院院士（学部委员）。